# Springfield College
Le Springfield College est un collège d'arts libéraux privé fondé en 1885 à Springfield (Massachusetts). L'établissement est lié à la Young Men's Christian Association (YMCA). 
L'université est connue pour avoir vu naître le basket-ball, créé en 1891 par le professeur d'éducation physique James Naismith. 

## Élèves et professeurs célèbres
- James Naismith, créateur du basket-ball
- Amos Alonzo Stagg, joueur et entraîneur de football américain, de baseball et de basket-ball
- John Cena, catcheur de la WWE et acteur